# Haptopoda
Haptopoda zijn een orde van uitgestorven geleedpotige dieren die tot de klasse spinachtigen (Arachnida) behoren. 

## Taxonomie
De volgende taxa zijn bij de orde ingedeeld:
- Familie Plesiosironidae Pocock, 1911
  - Geslacht Plesiosiro Pocock, 1911
    - Plesiosiro madeleyi Pocock, 1911